# 7369 Gavrilin
7369 Gavrilin este un asteroid care intersectează orbita planetei Marte.

## Descriere
7369 Gavrilin este un asteroid care intersectează orbita planetei Marte. Asteroidul prezintă o orbită caracterizată de o semiaxă mare de 2,37 ua, o excentricitate de 0,32 și o înclinație de 21,8° în raport cu ecliptica.